# Canon AE-1 Program
Commercialisé par la firme Canon à partir de 1981, le Canon AE-1 Program est le successeur du Canon AE-1. Comme celui-ci, il dispose d'une cellule intégrée, mais l'affichage par l'aiguille d'un galvanomètre est remplacé par des diodes DEL. Aux modes d'exposition de l'AE-1 il ajoute un mode « Exposition programmée » et un mode « Mesure manuelle à diaphragme fermé ».

## Caractéristiques

### Les divers modes d'exposition proposés
- Priorité à la vitesse : on choisit manuellement une vitesse et l'appareil détermine le diaphragme correspondant.
- Programmée : l'appareil choisit seul les paramètres d'exposition en fonction de la lumière.
- Priorité au flash (uniquement avec les flashs de la série Speedlite) : la vitesse passe automatiquement au 1/60 s. et l'ouverture de diaphragme est déterminée automatiquement par l'appareil. Le flash coupe automatiquement l'éclair lorsque la lumière est suffisante (la mesure se fait via une cellule du flash lui-même)
- Manuel : on choisit manuellement la vitesse et l'ouverture du diaphragme.
- Manuel à diaphragme fermé : avec les objectifs non couplés (objectifs à monture FL, ou soufflet pour la macro-photographie), l'affichage dans le viseur permet de déterminer la vitesse correcte en fonction de la lumière.

### Autres caractéristiques de l'appareil
- Appareil argentique, il utilise des pellicules au format 35 mm (plus connu sous le nom 24 × 36) qui peuvent aller de 25 à 3200 ASA.
- Il bénéficie d'un retardateur de 10 s.
- Un filetage au niveau du bouton de déclenchement permet de fixer un déclencheur souple.
- La mise au point se fait à travers trois dispositifs (sur le verre de visée standard) :
  - une couronne de microprismes ;
  - un télémètre à coïncidence ;
  - le dépoli même du viseur.
- Le verre de visée peut être remplacé par l'utilisateur par un autre modèle.
- Cellule intégrée. La mesure de la lumière est de type intégral à prédominance centrale.
- Testeur de profondeur de champ (pour fermer le diaphragme à la valeur sélectionnée en manuel et contrôler la profondeur de champ dans le viseur).
- Touche de mémorisation d'exposition (permettant de choisir une exposition et de changer le cadrage ensuite).
- L'appareil est motorisable par les moteurs « A » et « A2 » (commun avec le Canon A-1) qui ajoute une prise pour déclenchement à distance.

### Les principaux accessoires
- Objectifs de monture FD.

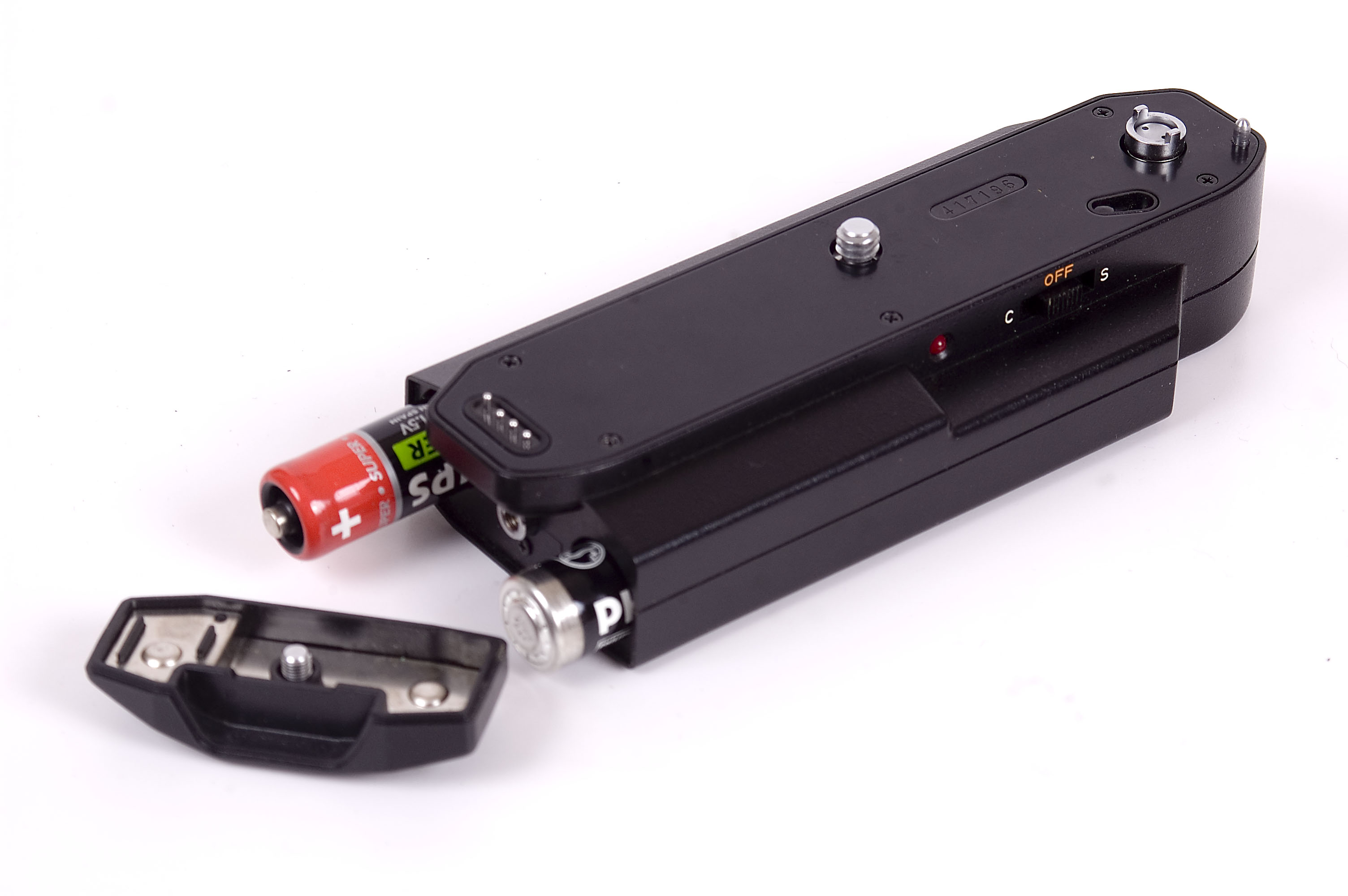
Moteur A

- Flashs de la série Speedlite (modèles 155A, 177A, 188A ou 199A).
- Dos-dateur A.
- Moteurs A, A2 ou MA.